# Lebanon (Pennsylvania)
Lebanon (früher Steitztown) ist eine City im US-Bundesstaat Pennsylvania und Verwaltungssitz (County Seat) des Lebanon County. Die Stadt liegt zwischen Harrisburg und Reading. Das U.S. Census Bureau hat bei der Volkszählung 2020 eine Einwohnerzahl von 26.814 ermittelt.

## Geschichte
1740 wurde die Stadt als Steitztown von George Steitz gegründet. Am 25. November 1885 erhielt die Stadt das Stadtrecht. Im frühen 20. Jahrhundert wuchs die Stadt auf ihre heutige Größe an, was auch auf die Ansiedlung von Bethlehem Steel zurückzuführen ist.

## Einwohnerentwicklung
Nachfolgend die graphische Darstellung der Einwohnerentwicklung.

## Söhne und Töchter der Stadt
- Godlove Stein Orth (1817–1882), Jurist, Politiker und Diplomat
- John G. Breslin (1824–1889), Politiker
- Cyrus Maxwell Boger (1861–1935), Homöopath
- Carl Frederic Schmidt (1893–1988), Pharmakologe
- Mark Light (1910–1975), Rennfahrer
- Walter M. Jefferies (1921–2003), Szenenbildner
- David Edgerton (1927–2018), Unternehmer, Gründer von Burger King
- Paul S. Ulrich (1944–2023), Bibliothekar und Theaterwissenschaftler
- Bobby Gerhart (* 1958), NASCAR-Rennfahrer[5]
- Sam Bowie (* 1961), Basketballspieler
- Jamie Lynn Gray (* 1984), Sportschützin
- Ashley Moyer-Gleich (* 1987), Basketballschiedsrichterin